# Tengelic, Tolna
Tengelic  este un sat în districtul Paks, județul Tolna, Ungaria, având o populație de 2.384 de locuitori (2011). 

## Demografie
Componența etnică a satului Tengelic
     Maghiari (90,41%)
     Romi (5,57%)
     Germani (3,08%)
     Necunoscut (0,27%)
     Alții (0,68%)
Componența confesională a satului Tengelic
     Romano-catolici (44,55%)
     Fără religie (13,38%)
     Reformați (9,77%)
     Luterani (6,33%)
     Necunoscută (25,42%)
     Alte religii (2,68%)
Conform recensământului din 2011, satul Tengelic avea 2.384 de locuitori. Din punct de vedere etnic, majoritatea locuitorilor (90,41%) erau maghiari, existând și minorități de romi (5,57%) și germani (3,08%). Apartenența etnică nu este cunoscută în cazul a 0,27% din locuitori. Nu există o religie majoritară, locuitorii fiind romano-catolici (44,55%), persoane fără religie (13,38%), reformați (9,77%) și luterani (6,33%). Pentru 25,42% din locuitori nu este cunoscută apartenența confesională.